# Список замків Праги
Список замків Праги
Список замків, градів (укріплених замків) та шато (малих замків) що розташовані в Празі

## Б
- Бискупський двір (град)
- Богніцкий замок

## В
- Велеславін (замок)
- Вінорж (замок)
- Вишеград

## Г
- Ганспаульський летоградек
- Гвєзда (летоградек)
- Глоубетін (замок)
- Глубочепи (замок)
- Градек на Здеразе

## Д
- Дябліце (замок)
- Дєвін (град)
- Долні Почерніце (замок)

## Є
- Єнералка

## З
- Забєгліце (замок)
- Збраслав (замок)

## Ї
- Їноніце (замок)

## К
- Каєтанка (замок)
- Кінських летоградек
- Колодєє (замок)
- Коморжани (замок)
- Крч (замок)
- Куглвайт (град)
- Кунратіце (замок)

## Л
- Летоградек королеви Анни
- Лібень (замок)
- Лохков (замок)

## М
- Малешіце (замок)
- Міхнув летоградек
- Містодржітельський летоградек
- Мічовна (замок)
- Мотол (замок)

## Н
- Новий Град у Кунратіц

## П
- Петровіце (замок)
- Портгеймка (замок)
- Празький град
- Праче (замок)

## С
- Сухдол (замок)

## Т
- Тройський замок

## У
- Угржінєвес (замок)

## Х
- Хвали (замок)
- Ходов (замок)

## Ц
- Цтєніце (замок)

## Ч
- Чаковіце (замок)
- Чертоуси (замок)